# Giannetto Malmerendi
Giannetto Malmerendi, all'anagrafe Giovanni (Faenza, 3 novembre 1893 – Cesena, 7 agosto 1968), è stato un pittore, incisore e ceramista italiano; artista dalla complessa e irrequieta personalità, fu dotato di un'innata disinvoltura nel muoversi attraverso differenti discipline, dalla pittura alle arti applicate. Giovanissimo, la sua entusiastica curiosità per il mondo dell'arte lo portò a confrontarsi con le diverse correnti e i vari movimenti artistici dell'avanguardia italiana ed europea a lui contemporanea, con risultati originali e suscitando l'interesse della critica e degli altri artisti.

## Biografia
Nato a Faenza, entra quindicenne alla locale «Scuola di Arti e Mestieri "Tommaso Minardi"», dove studia le arti applicate. 
Conosce Francesco Nonni e gli altri giovani che hanno aderito alla vicenda artistica del "Cenacolo" di Domenico Baccarini: inizia a incidere su legno stimolato da quanto Nonni va facendo in xilografia proprio in quegli anni. Nel 1912 è a Bologna, iscritto al Regio Istituto di Belle Arti, e vi conosce Adolfo De Carolis che con il gruppo di artisti de L'Eroica, rivista madre della rinascita xilografica italiana, sta organizzando la «Prima Esposizione Internazionale di Xilografia».
Inizialmente è influenzato dall'Impressionismo; già nel gennaio 1914 si avvicina alla pittura dei Futuristi: entra in contatto con Boccioni e con Marinetti che, nel gennaio 1915, inaugura a Faenza, una mostra di Malmerendi futurista. Ma già l'animo dell'artista è altrove: negli ultimi mesi del 1914, infatti, incide una sua importante serie di innovative xilografie espressioniste, e che ben si confrontano con le opere dei massimi rappresentanti dell'espressionismo italiano, Mantelli e Viani.
Nel gennaio del 1915 Malmerendi parte militare, assegnato al Genio Telegrafisti di Firenze. Nel gennaio del 1916 è trasferito a Verona in zona di guerra, con l’incarico di disegnare fortificazioni e trincee. Qui l’artista faentino realizza una sua personale iconografia di guerra.
Nel 1919 Malmerendi viene congedato e torna in Romagna, prendendo casa a Cesena, dove ottiene una cattedra nella scuola pubblica.
Successivamente, l'autore faentino scrive un testo, una sorta di menabò intitolato Un caporale dell’Arma del Genio e pittore, che sarà pubblicato nel 1929. Redatto sotto forma di memoria, narra la sua esperienza di guerra. Quasi sicuramente le xilografie belliche sono state realizzate per questo progetto editoriale. A Cesena Malmerendi collabora con gli artisti locali, come Mario Morigi e Gino Conti, dedicandosi anche alla tecnica della ceramica. L’artista, in questi anni, si posiziona su canoni artistici nei quali traspare la sensibilità lirica dei paesaggi e delle tradizioni della Romagna, sensibilità che lo accompagnerà per tutta la vita. È l'autore più prolifico delle copertine della rivista di cultura romagnola La Piê di Aldo Spallicci, con oltre cinquanta illustrazioni originali.

## Stile
Durante la sua permanenza a Bologna (1911-1914 circa), Malmerendi ha l'opportunità di conoscere Adolfo De Carolis, illustratore ufficiale di D’Annunzio e Pascoli, artista che riunisce attorno a sé un gruppo di giovani incisori partecipanti all’avventura dell'«Eroica».
In questi anni lo stile di Malmerendi cambia profondamente: egli si avventura in una risoluzione a plat delle figure, disegnate con quella linea centrifuga che sta affacciandosi in tutta Europa e prelude al disegno Decò.
Dal gennaio del 1914, l’artista faentino collabora con Filippo Tommaso Marinetti e Umberto Boccioni, i quali lo influenzano notevolmente, stilisticamente e ideologicamente parlando.
Seguono poi i mesi trascorsi in Sardegna (ottobre 1914 - gennaio 1915), periodo in cui le sue incisioni possono essere inserite nell’ambito dell’Espressionismo italiano a causa del loro segno violento, potente, accostandosi stilisticamente alle opere di Lorenzo Viani.
Nel gennaio del 1915 Malmerendi parte militare per il fronte. In questa circostanza l’artista faentino realizza una sua personale iconografia di guerra. Confrontando quest’ultima con le iconografie di altri incisori che prendono parte al conflitto (Lorenzo Viani, Emilio Mantelli o Gino Barbieri) dove emerge la matrice espressionista frutto dell’orrore e dell’impotenza per ciò che gli autori stanno vivendo, si nota come invece quella di Malmerendi appaia come il risultato di un’elaborazione successiva, misurata e distante.
In Sulla strada per Barzecca,  Malmerendi ritrae una quotidiana marcia di uomini e muli, risolti con pochi e scarni segni, che attraversano la parte bassa della composizione, mentre un’attenzione particolare è riservata alla riproduzione delle strutture del ponte di legno che taglia in due un imponente paesaggio montano.
In tutta la serie di guerra realizzata da Malmerendi, sia lo stile narrativo che il rapporto di empatia che ne deriva, fanno pensare a una elaborazione dei soggetti molto distante dalla temporalità degli eventi. Altre considerazioni, di natura stilistica, suggeriscono una datazione più tarda. Innanzitutto la tecnica d’incisione e intaglio xilografico, utilizzati congiuntamente su legno di testa, non è ancora adottata nel periodo veronese, in secondo luogo il segno stilizzato e gestuale usato per le figure umane e gli animali compare solo nelle opere successive al periodo bellico, come pure la realizzazione di parti di incisione “al risparmio” (con i soggetti neri su fondo bianco) miste con parti “in nero” (con i soggetti in bianco, direttamente scavati sulla matrice). Tutte queste caratteristiche si trovano nelle incisioni di Malmerendi a partire dalla metà degli anni Venti e le vicinanze stilistiche tra queste storie di guerra e l’altra serie sulle case coloniche, realizzata tra il 1928 e il 1930, fa pensare che queste siano state eseguite a breve distanza di tempo.
Dopo la Prima guerra mondiale Malmerendi si posiziona su canoni artistici in cui sviluppa appieno quella visione lirica dei paesaggi e tradizioni della Romagna che lo accompagnerà per tutta la vita. Dal 1920 Malmerendi lavora per la rivista "La Piê": le copertine, realizzate in xilografia policroma originale, non hanno, nella loro organicità, un precedente in ambito nazionale e testimoniano la vitalità di un ambiente artistico sensibile e ricco di stimoli, che vede in quest'arte il mezzo per sviluppare nuove possibilità espressive. Per Malmerendi la visione romantica della sua terra sta alla base di un sentire che caratterizza la produzione a partire dagli anni 20.
In Malmerendi sembrano rappacificate le tensioni respirate nei pochi anni che lo vedono cimentarsi con le avanguardie. Con molta probabilità a far assopire ogni necessità di confronto con quel mondo artistico, che ormai sente distante, sono stati determinanti il matrimonio e l'aver perso la consorte pochi anni dopo.